# الطیبه، ریف دمشق
الطیبه (به عربی: الطیبة) یک روستا در سوریه است که در استان ریف دمشق واقع شده‌است. الطیبه ۴٬۰۰۸ نفر جمعیت دارد.